# DiM
DiM (do 2006 roku jako Dusza i Mercik) – polski zespół reggae, działający w latach 2005–2009.

## Historia
Zespół założyli Dariusz Dusza (m.in. zespół Shakina Dudiego) i Jerzy Mercik („Mercedes”, m.in. R.A.P.) pod koniec 2005. Muzycy ci wcześniej występowali razem w zespole Śmierć Kliniczna (w latach 80. XX w.), a także tworzyli okazjonalnie duet Dusza i Mercik (na początku XXI w.) W pierwszym składzie DiM, z roku 2006, poza założycielami grali muzycy z częstochowskiego Habakuka: Wojtek Cyndecki – bas, Jarek Puszek – perkusja, Krzysiek Niedźwiecki – gitara. W chórkach śpiewał Krzysiek oraz gościnnie Mateusz Mercik. 
Zespół wystąpił m.in. na festiwalach w Ostródzie, Bielawie i na Winter Reggae. Oprócz premierowych piosenek DiM wykonywał również utwory RAP-u i Śmierci Klinicznej. W styczniu 2007 zespół nagrał swoją pierwszą płytę długogrającą, wydaną rok później. W nagraniu udział wziął nowy skład, gdyż muzycy Habakuka skupili się na grze w macierzystym zespole. W latach 2007–2008 obejmował on założycieli oraz następujących muzyków: Dariusz Budkiewicz (m.in. De Press), Adam Szuraj, Cezary Nowak (później znany jako CeZik) oraz Mateusz Mercik jako stały członek. 

## Obecni członkowie
- Darek Budkiewicz – gitara basowa – od 2006 roku
- Adam Szuraj – perkusja – od 2006 roku
- Cezary „CeZik” Nowak – gitara rytmiczna, wokal wspierający – od 2006 roku
- Mateusz „Merc jr.” Mercik – wokal wspierający
- Dariusz Dusza – gitara prowadząca
- Jerzy „Mercedes” Mercik – śpiew

## Byli członkowie
- Wojciech Cyndecki – gitara basowa (2005–2006)
- Jarosław Puszek – perkusja (2005–2006)
- Krzysztof Niedźwiedzki – gitara prowadząca (2005–2006)

## Dyskografia
- Pies od Luizy (2002 – jako Dusza i Mercik)
- Same dobre wiadomości (2008)

## Single
- Spóźniam się (2005)
- Follow the Sun (2007)
- Same dobre wiadomości (2007)
- Kropla bólu (2008)
- Wojna trwa (2008)